# Quan hệ Việt Nam – Bán đảo Triều Tiên

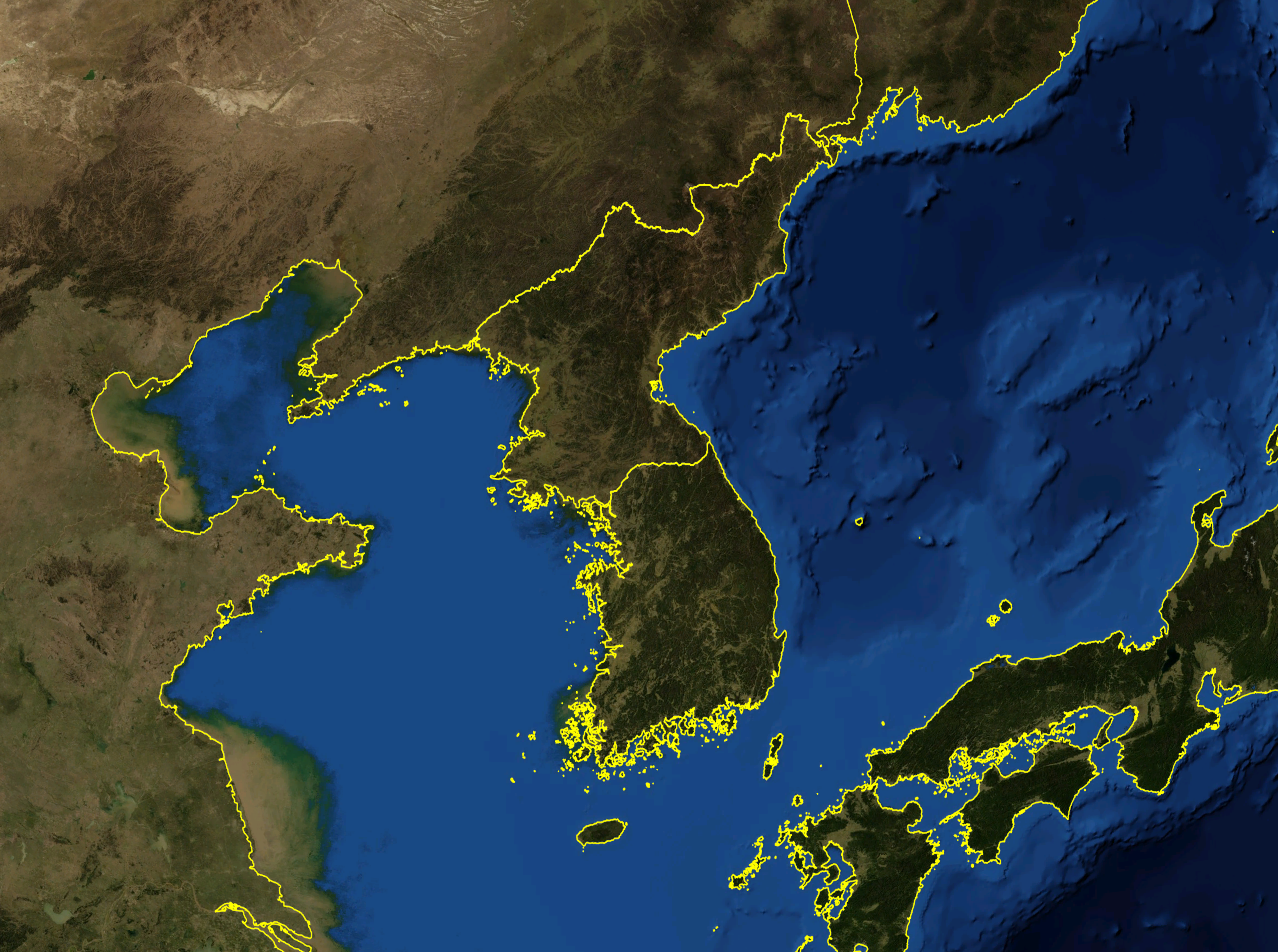
Bán đảo Triều Tiên

Quan hệ Việt Nam – Bán đảo Triều Tiên là mối quan hệ từ xa xưa giữa nước Việt Nam và quốc gia từng tồn tại trên bán đảo Triều Tiên thống nhất (tạm gọi Triều Tiên). Từ sau chiến tranh Triều Tiên (1953), bán đảo này bị chia cắt làm hai quốc gia có thể chế chính trị và quan hệ ngoại giao riêng biệt (CHDCND Triều Tiên và Đại Hàn Dân Quốc) mà đang nỗ lực tái thống nhất hòa bình và gia tăng quan hệ với Việt Nam bất kể theo 2 bên đi theo chế độ và ý thức hệ nào ở tương lai sau.
Việt Nam và Triều Tiên tuy xa cách về mặt địa lý nhưng lại là hai quốc gia giáp biên giới phía Nam và Bắc Trung Quốc. Cả hai nước từ xưa đã có nhiều nét tương đồng về văn hóa và lịch sử. Về chính trị, cả hai đều có thời kỳ bị Trung Quốc chi phối, phải đi sứ bang giao (Đại Cồ Việt – Đại Việt) hoặc triều cống (Triều Tiên – Cao Câu Ly). Về văn hóa, hai quốc gia đều bị ảnh hưởng mạnh bởi học thuyết Nho giáo từ Trung Quốc, lấy chữ Hán làm chữ viết chính thống cho cả nước. Thể chế phong kiến ở hai nước đều mang dáng dấp một nước Trung Hoa thu nhỏ.

## Quan hệ thời Cổ đại và Trung đại

### Thôi Trí Viễn và sách "Bổ An Nam lục dị đồ ký" năm 882
Học giả Thôi Trí Viễn (857-?) (崔致遠 – 최치원 – Choe Chiwon), một người Triều Tiên du học và làm quan thời nhà Đường, đã viết sách "Bổ An Nam lục dị đồ ký" (補安南錄異圖記) vào năm 882. Thôi Trí Viễn có quan hệ với quan đô hộ phủ An Nam là Cao Biền. Sách "Bổ An Nam lục dị đồ ký" của ông viết về các vấn đề địa lý, phong tục ở An Nam đô hộ phủ. Đây có lẽ là quyển sách cổ nhất mà người Triều Tiên viết về Việt Nam.

### Lee Jeongseon (Họ Lý Tinh Thiện) (năm 1150)
Theo Tinh Thiện Lý thị tộc phổ (旌善李氏族譜), đoàn tị nạn của Thủy quân Đô đốc Lý Dương Côn tới Cao Ly khoảng năm 1127.

### Lee Hwasan (Họ Lý Hoa Sơn) (năm 1226)
Khi Nhà Trần lên nắm quyền ở Đại Việt năm 1226, hoàng tử Lý Long Tường của Nhà Lý cùng đoàn tùy tùng đã đến tị nạn ở Cao Ly.
Lý Long Tường có công lớn đánh giặc Mông Cổ khi quân Mông Cổ sang xâm lược Cao Ly lần thứ hai vào năm 1232 và được phong biệt hiệu Hoa Sơn Tướng Quân.

### Sự tương đồng về sách Minh Tâm Bảo Giám (thế kỉ 13-14)
Cả hai nước đều lưu hành quyển sách Minh Tâm Bảo Giám (明心宝鉴) trong thế kỉ 13-14. Sách Minh Tâm Bảo giám vốn do một người nước Cao Ly là Thu Quát (秋适) biên soạn dưới thời vua Cao Ly Trung Liệt Vương. Sau tới đầu thời nhà Minh, người Hán là Phạm Lập Bản (范立本) mới biên soạn lại.

### Triệu Hoàn Bích
Triệu Hoàn Bích (趙完璧) có lẽ là người Triều Tiên đầu tiên đến Việt Nam. Khi ông ta còn là thanh niên, Nhật đánh chiếm Triều Tiên rồi bắt ông đưa sang Nhật. Ở Nhật, ông được một thương nhân Nhật Bản cho làm hoa tiêu và cùng đi sang Việt Nam năm 1604. Khi ông đến Việt Nam, ông đã ghi chép về phong tục tập quán, văn chương thơ phú, khí hậu, trang phục, cách ăn uống, tục nhuộm răng đen; các loại sản vật như trầu cau, các động vật kỳ lạ như con voi, chim trĩ trắng... Ông cũng ghi chép rằng người Việt Nam truyền nhau đọc Chi Phong tiên sinh tập (芝峯先生集) của Lý Tuý Quang và đánh giá cao.

## Giao lưu giữa sứ thần hai nước

### Giao lưu khi đi sứ Trung Quốc

#### Tào Thân và Lê Thì Cử
Thế kỉ 15, sứ thần nhà Lê nước Đại Việt là Lê Thì Cử (黎時舉) khi đi sứ nhà Minh đã gặp sứ Triều Tiên là Tào Thân (조신／曺伸) tại thủ đô Yên Kinh. Cả hai cùng nói chuyện thơ văn và làm thơ xướng hoạ. Câu chuyện gặp gỡ giao lưu này được xác định vào đời vua Triều Tiên Thành Tông (1469 – 1494).
Một số bài thơ đối đáp giữa hai bên như sau:
“ 

三韓見說景偏殊

鴨綠澄澄水色秋

知是江山詩思好

還將句法效蘇州

Tam Hàn kiến thuyết cảnh thiên thù 

Áp Lục rừng rừng thủy sắc thu 

Tri thị giang sơn thi tư hảo 
Hoàn tương cú pháp hiệu Tô Châu ”— Lê Thì Cử (黎時舉)   

#### Phùng Khắc Khoan và Lý Túy Quang
Năm 1597, sứ thần nhà Lê Trung hưng là Phùng Khắc Khoan khi đi sứ nhà Minh đã giao lưu với sứ thần Triều Tiên là Lý Túy Quang. Cả hai đều là các vị học giả nổi bật của hai nước lúc bấy giờ.
“  "Khắc Khoan đến Yên Kinh, vừa gặp tiết Vạn Thọ của vua Minh, dâng 30 bài thơ lạy mừng. Anh vũ điện đại học sĩ thiếu bảo kiêm thái tử thái bảo Lại bộ thượng thư nhà Minh là Trương Vị đem tập thơ Vạn Thọ ấy dâng lên. Vua Minh cầm bút phê rằng: 'Người hiền tài ở đâu mà không có. Trẫm xem thơ, thấy hết lòng trung thành của Phùng Khắc Khoan, rất đáng khen ngợi'. Liền sai đưa xuống khắc in để ban hành trong nước. Khi ấy, sứ Triều Tiên là Hình tào tham phán Lý Túy Quang viết tựa cho tập thơ... ”—  Ngô Sĩ Liên,  Đại Việt sử ký toàn thư, Quyển XVII, Kỷ Nhà Lê, Thế Tông Nghị Hoàng Đế, phần 2.   

#### Lê Quý Đôn và Hồng Khải Hy
Năm 1760, sứ thần nhà Lê Trung Hưng là Lê Quý Đôn lại gặp đoàn sứ thần Triều Tiên do Hồng Khải Hy (洪启禧 – 홍계희) đứng đầu khi sứ thần cả hai nước đang đi sứ nhà Thanh. Sau đó, ông đã làm thơ với họ, và cho họ xem ba tác phẩm của mình là Thánh mô hiền phạm lục, Quần thư khảo biện và Tiêu Tương bách vịnh. Tài văn chương và ứng đáp của ông làm cho họ "phải tôn trọng", "phải khen ngợi".

#### Từ Hạo Tu và các sứ thần An Nam
Đoàn sứ thần Tây Sơn do Phan Huy Ích dẫn đầu cũng đã giao lưu với đoàn Triều Tiên của Từ Hạo Tu (徐浩修) khi sang Trung Quốc chúc thọ vua Càn Long 80 tuổi. Từ Hạo Tu trong sách Yên hành ký (燕行紀) của mình đã ghi lại rất tỉ mỉ quan hệ giao lưu giữa Nguyễn Huệ – Quốc vương An Nam – với các sứ thần Triều Tiên ở Nhiệt Hà.

### Cuối thế kỉ 19
Cuối thế kỉ 19, cả Việt Nam lẫn Triều Tiên đều rơi vào cảnh bị các nước đế quốc xâm lấn. Việc sang Trung Quốc triều cống dần dần chấm dứt nên không còn sự giao lưu giữa các sứ thần như trước.

## Giao lưu thời Cận đại và Hiện đại

### Việt Nam vong quốc sử
Cuốn sách Việt Nam vong quốc sử của nhà cách mạng Phan Bội Châu có ảnh hưởng tới các trí thức người Triều Tiên dưới thời bị Nhật đô hộ. Phan Bội Châu cũng có quan hệ với nhà cách mạng Triều Tiên là Jo So-ang (조소앙).